# Championnat de Russie de rugby à XV
Le Championnat de Russie de rugby à XV rassemble l'élite des clubs russes. Ce championnat est dénommé en russe Профессиональная Регбийная Лига (Professionalnaïa Regbiïnaïa Liga) et en anglais Russian Professional Rugby League. Selon les arbitres britanniques et français venus arbitrer des rencontres de Russian Professional League, le niveau de cette compétition est égal à celui du Championship (D2 anglaise) ou de Pro D2.

## Les clubs de l'édition 2023-2024
| Équipe                  | Stade                     | Capacité | Ville         |
| ----------------------- | ------------------------- | -------- | ------------- |
| Dynamo Moscou           | Stade de Loujniki         | 1 872    | Moscou        |
| Enisey-STM              | Stade Avanhard            | 2 643    | Krasnoïarsk   |
| Khimik Dzerjinsk        | Khimik Stadium            | 5 266    | Dzerjinsk     |
| Krasny Yar Krasnoïarsk  | Stade Krasny Yar          | 3 350    | Krasnoïarsk   |
| Lokomotiv Penza         | Stade Pervomaisky         | 5 120    | Penza         |
| Metallurg Novokouznetsk | Rugby Stadium             | 2 000    | Novokouznetsk |
| Slava Moscou            | Slava Stadium             | 1 300    | Moscou        |
| Strela Kazan            | Stade Tulpar              | 3 275    | Kazan         |
| VVA Podmoskovye         | Gagarin Air Force Academy | 1 500    | Monino        |

### Logo

Évolution du logo
Logo abandonné en 2019.
Logo en 2019.
Logo depuis 2020.

## Palmarès
| - 1992 - Krasny Yar - 1993 - VVA Podmoskovye - 1994 - Krasny Yar - 1995 - Krasny Yar - 1996 - Krasny Yar - 1997 - Krasny Yar - 1998 - Krasny Yar - 1999 - Enisey-STM - 2000 - Krasny Yar - 2001 - Krasny Yar - 2002 - Enisey-STM - 2003 - VVA Podmoskovye - 2004 - VVA Podmoskovye | - 2005 - Enisey-STM - 2006 - VVA Podmoskovye - 2007 - VVA Podmoskovye - 2008 - VVA Podmoskovye - 2009 - VVA Podmoskovye - 2010 - VVA Podmoskovye - 2011 - Enisey-STM - 2012 - Enisey-STM - 2013 - Krasny Yar - 2014 - Enisey-STM - 2015 - Krasny Yar - 2016 - Enisey-STM - 2017 - Enisey-STM | - 2018 - Enisey-STM - 2019 - Enisey-STM - 2021 - Enisey-STM - 2022 - Enisey-STM - 2023 - Lokomotiv Penza - 2024 - Enisey-STM |

## Bilan
| Club                   | Titre(s) | Premier(s) - Dernier(s) |
| ---------------------- | -------- | ----------------------- |
| Enisey-STM             | 13       | 1999-2024               |
| Krasny Yar Krasnoïarsk | 10       | 1992-2015               |
| VVA Podmoskovye        | 8        | 1993-2010               |
| Lokomotiv Penza        | 1        | 2023                    |

## Palmarès Division B
| Date | Vainqueur             | Score           | Finaliste     |
| ---- | --------------------- | --------------- | ------------- |
| ...  | -                     | –               | -             |
| 2005 | MGUS Moscou           | 29 - 13         | Fili Mosca    |
| 2006 | Sibir Krasnoïarsk     |                 |               |
| 2007 | RC Penza              |                 |               |
| 2008 | Sibir Krasnoïarsk     |                 |               |
| 2009 | Spartak-GM Moscou     |                 |               |
| 2010 | Marino Moscou         |                 |               |
| 2011 | Agrouniversitet Kazan |                 |               |
| 2012 | Kuban Krasnodar       | 84 - 17 15 - 12 | UOR Penza     |
| 2013 | UOR Penza             | 30 - 0 15 - 12  | Enisey-STM II |
| 2014 | -                     | - -             | -             |

## Palmarès du Championnat soviétique
| Club                                                                                 | Titre(s) | Premier(s) - Dernier(s) |
| ------------------------------------------------------------------------------------ | -------- | ----------------------- |
| VVA Monino (SKA MVO en 1966, VVS en 1968 et 1969)                                    | 9        | 1969-1986               |
| Fili Moscou                                                                          | 5        | 1970-1975               |
| Dinamo Moscou                                                                        | 3        | 1936-1939               |
| Aia Koutaïssi (DSK de 1977 à 1984, Mshenebeli de 1985 à 1988)                        | 3        | 1987-1989               |
| MVTU Moscou                                                                          | 2        | 1966-1968               |
| Slava Moscou                                                                         | 2        | 1966-1968               |
| Krasny Yar Krasnoïarsk (Politekhnik de 1973 à 1980, ETS de 1981 à 1988, KES en 1989) | 2        | 1990-1991               |
| Aviator Kiev (Spartak de 1966 à 1972, KIIGA de 1973 à 1977, Feniks en 1991)          | 1        | 1978                    |
| Lokomotiv Moscou                                                                     | 1        | 1983                    |